# 23 ottobre
Il 23 ottobre è il 296º giorno del calendario gregoriano (il 297º negli anni bisestili). Mancano 69 giorni alla fine dell'anno.
Il Sole entra nel segno astrologico dello Scorpione a mezzogiorno.

## Eventi
- 42 a.C. – Guerra civile romana: seconda battaglia di Filippi – L'esercito di Bruto viene sconfitto in modo decisivo da Marco Antonio e Ottaviano. Bruto si suicida
- 424 – Valentiniano III è nominato cesare, all'età di cinque anni, a Tessalonica
- 425 – Valentiniano III è nominato augusto dell'Impero romano d'Occidente, all'età di sei anni, a Roma
- 1086 – Battaglia di al-Zallaqa: l'esercito del signore almoravide Yūsuf Ibn Tāshfīn sconfigge l'esercito di re Alfonso VI di León
- 1520 – Carlo V viene incoronato imperatore nella Cattedrale di Aquisgrana
- 1644 – Battaglia navale di Fehmarn nell'ambito della guerra di Torstenson. Nella quale la flotta svedese sconfigge quella danese.
- 1739 – Il primo ministro britannico, Sir Robert Walpole, dichiara con riluttanza guerra alla Spagna: scoppia la guerra anglo-spagnola
- 1812 – Claude François de Malet, un generale francese, inizia una cospirazione per rovesciare Napoleone Bonaparte, sostenendo che l'imperatore morì in Russia e che lui era ora il comandante di Parigi. De Malet venne giustiziato il 29 ottobre
- 1863 – Quintino Sella fonda il Club Alpino Italiano
- 1864 – Guerra di secessione americana: battaglia di Westport – Le forze dell'Unione del generale Samuel R. Curtis sconfiggono le truppe confederate del generale Sterling Price a Westport, nei pressi di Kansas City
- 1867 – Scontro di Villa Glori: 76 volontari italiani vengono sconfitti da 300 Carabinieri svizzeri dell'esercito pontificio; muore Enrico Cairoli
- 1911 – Guerra italo-turca: Inizia la battaglia di Sciara-Sciat. Dopo un iniziale successo turco-arabo, gli italiani riconquisteranno faticosamente le posizioni perse e compiranno una terribile rappresaglia a danno dei locali per vendicare il massacro dei prigionieri italiani presi durante i primi scontri. Si tratterà della battaglia più dura sostenuta dagli italiani in termini di perdite dell'intera guerra.
- 1915 – Suffragio femminile: a New York, 25.000-33.000 donne marciano lungo la Quinta Strada per chiedere il suffragio universale
- 1929 – Grande depressione: dopo un costante declino nel mercato azionario, successivo al picco raggiunto a settembre, la Borsa di New York inizia a mostrare segni di panico
- 1941 – Seconda guerra mondiale: Georgij Konstantinovič Žukov assume il comando dell'Armata Rossa e guida gli sforzi per fermare l'avanzata tedesca in Russia
- 1942 – Seconda guerra mondiale: inizia la seconda battaglia di El Alamein – Ad El Alamein, in Egitto, le forze britanniche iniziano una grande offensiva contro le forze dell'Asse
- 1944 – Seconda guerra mondiale: inizia la battaglia del Golfo di Leyte – La più grande battaglia navale della storia inizia nel Golfo di Leyte. Sul fronte orientale, l'Armata Rossa, entra in Ungheria
- 1956 – Migliaia di dimostranti ungheresi protestano contro le influenze e l'occupazione sovietica della loro nazione (la Rivoluzione ungherese verrà stroncata il 4 novembre)
- 1958 – Viene pubblicata la serie a fumetti I Puffi di Peyo
- 1965 – Guerra del Vietnam: Operazione Silver Bayonet – Inizia una nuova operazione congiunta di forze statunitensi e sudvietnamite, per cercare di distruggere le forze nordvietnamite presenti nella provincia di Pleiku
- 1973 – Scandalo Watergate: il presidente statunitense Richard Nixon accetta di consegnare le registrazioni audio delle conversazioni tenute nella Sala Ovale riguardanti lo scandalo
- 1983 – Guerra civile libanese: la caserma dei Marine statunitensi a Beirut viene colpita da un camion-bomba, 241 morti. Anche la caserma francese viene colpita nella stessa mattina, qui i morti sono 58.
- 1992 – Akihito diventa il primo imperatore del Giappone a mettere piede sul suolo cinese
- 1993 – Una bomba dell'IRA, diretta a colpire il vertice dell'UFF, esplode prematuramente in una pescheria di Shankill Road, a Belfast, causando la morte di 9 civili protestanti e di uno dei due uomini dell'IRA.
- 1998 – Conflitti arabo-israeliani: il primo ministro israeliano Benjamin Netanyahu e il presidente palestinese Yasser Arafat raggiungono l'accordo sul programma "Terra in cambio di pace"
- 2001
  - In Irlanda del Nord, l'IRA inizia il disarmo dopo i colloqui di pace incoraggiati dal presidente statunitense Bill Clinton
  - Lancio della prima versione dell'Apple iPod
- 2002 – Crisi del teatro Dubrovka a Mosca: ribelli ceceni assaltano il teatro della Casa della Cultura a Mosca, prendendo in ostaggio oltre 800 persone
- 2007 – Lancio della missione STS-120 diretta alla Stazione Spaziale Internazionale con il Node 2 (Harmony) e con a bordo anche l'italiano Paolo Nespoli
- 2011 –  Un terremoto di magnitudo 7,3 della scala Richter colpisce la Turchia, nei pressi della città di Van. Oltre 500 i morti e oltre mille feriti.

## Nati
Ci sono circa 1 070 voci su persone nate il 23 ottobre; vedi la pagina Nati il 23 ottobre per un elenco descrittivo o la categoria Nati il 23 ottobre per un indice alfabetico.

## Morti
Ci sono circa 480 voci su persone morte il 23 ottobre; vedi la pagina Morti il 23 ottobre per un elenco descrittivo o la categoria Morti il 23 ottobre per un indice alfabetico.

## Feste e ricorrenze

### Civili
Nazionali:
- Stati Uniti – Giorno della mole (Mole Day), festa non ufficiale dedicata alla mole chimica
- Ungheria - Proclamazione della repubblica (1989)

### Religiose
Cristianesimo:
- San Giovanni da Capestrano, sacerdote
- Sant'Allucio di Campugliano in Valdinievole, confessore
- Sant'Ambrogio di Optina, monaco (Chiesa ortodossa russa)
- San Benedetto di Poitiers, sacerdote
- Sant'Etelfleda di Ramsey, badessa
- San Giovanni di Siracusa, vescovo
- Santi Giovanni e Giacomo, martiri in Persia
- San Graziano di Amiens, martire
- Sant'Ignazio I, patriarca di Costantinopoli
- San Paolo Tong Viet Buong, martire
- San Romano di Rouen, vescovo
- Santi Servando e Germano, martiri
- San Severino di Colonia, vescovo
- San Severino Boezio, filosofo e martire
- San Teodoreto di Antiochia, martire
- Beati Ambrogio Leone Lorente Vicente, Fiorenzo Martino Ibanez Lazaro e Onorato Andrea Zorraquino Herrero, religiosi e martiri
- Beato Arnoldo Rèche, fratello delle Scuole cristiane
- Beato Giovannangelo Porro, servita
- Beato Giovanni Bono, religioso
- Beati Ildefonso della Croce (Anatolio Garcia Nozal) e cinque compagni passionisti, martiri
- Beato Leonardo Olivera Buera, sacerdote e martire
- Beate Maria Clotilde di San Francesco Borgia, Maria Giuseppina Leroux e 4 compagne, religiose, martiri di Valenciennes
- Beato Tommaso Thwing, martire